# La reina Margot
La reina Margot (títol original en francès: La Reine Margot) és una pel·lícula francesa de 1994 dirigida per Patrice Chéreau a partir de la novel·la del mateix nom d'Alexandre Dumas. El film ha rebut dos premis al Festival de Canes 1994 i cinc Césars el 1995, entre els quals el de la millor actriu per Isabelle Adjani. Ha estat doblada al català.

## Argument
La vida a la Cort i a París, entre les « Noces vermeilles » i la Massacre del dia de Sant Bartomeu.
Agost 1572. París és en ebullició. El protestant Enric de Navarra, futur Enric IV (Daniel Auteuil), s'afanya en casar-se amb Margarida de Valois (Isabelle Adjani), anomenada Margot. Catòlica, filla de França, és sobretot la filla de Caterina de Mèdici (Virna Lisi) i la germana de l'inestable rei Carles IX (Jean-Hugues Anglade) i dels ambiciosos prínceps Enric (Pascal Greggory) i Enric Hèrcules (Julien Rassam). Els dos esposos no s'estimen. Es tracta d'un matrimoni polític, orquestrat per Caterina de Màdici, destinat a gestionar en el pla diplomàtic les susceptibilitats del papa Gregori XIII i d'Espanya d'un part, dels Estats protestants d'altra part, i sobretot a apaivagar els odis i les rivalitats a l'interior del regne entra el partit catòlic del duc Henri de Guise (Miguel Bosé) i la facció protestant dirigida per l'almirall Gaspard de Coligny (Jean-Claude Brialy). La por, l'hostilitat i la violència se senten fins a Notre-Dame de París on s'ha celebrat el matrimoni. Els germans de Margot anuncien una morgue sense aturador i no amaguen les relacions ambigües que mantenen amb la seva germana. Margot és una princesa arrogant i promiscua. La reina Caterina ordeix un complot el dia mateix de les noces de la seva filla.
Cadascuna de les parts busca barallar-se i la malaptesa de la Reina mare, acoblada amb les ambicions contràries dels divers protagonistes, sense oblidar la debilitat del rei i el gust del poder dels prínceps, portarà el país sencer a un terrible massacre, sis dies només després del matrimoni. Són aquestes ombrívoles hores que faran descobrir a Margot el que ignorava fins llavors: l'altruisme, l'amistat i l'amor.

## Repartiment
- Isabelle Adjani: Margarida de França anomenada « la reina Margot »
- Daniel Auteuil: Enric IV de França
- Jean-Hugues Anglade: Carles IX de França
- Vincent Pérez: La Môle
- Virna Lisi: Caterina de Mèdici
- Dominique Blanc: Enriqueta de Clèveris
- Pascal Greggory: Henri, duc de Anjou
- Claudio Amendola: Coconas
- Miguel Bosé: duc Henri de Guise
- Asia Argento: Charlotte de Salva
- Julien Rassam: François, duc de Alençon
- Jean-Claude Brialy: l'Almirall Gaspard de Coligny
- Jean-Philippe Écoffey: Condé
- Thomas Kretschmann: Nançay
- Bruno Todeschini: Comtat d'Armanyac
- Emmanuel Salinger: Sal·lusti de Bartas
- Laure Marsac: Antoinette
- Michelle Marcava: la dida
- Bernard Verley: el Cardenal de Borbó
- Albano Guaetta: Orthon
- Johan Leysen: Maurevert
- Dörte Lyssewski: Marie Touchet
- Marc Citti: Crussol
- Grégoire Colin: el jove degollat
- Nicolas Vaude: un protestant
- Daniel Bretó: un lladre
- Cécile Caillaud: la criada de Henriette
- Jean Douchet: el bisbe
- Philippe Duclos: Telligny
- Barbet Schroeder: un conseller

## Premis i nominacions

### Premis
- Festival de Canes 1994: 
  - Premi del Jurat

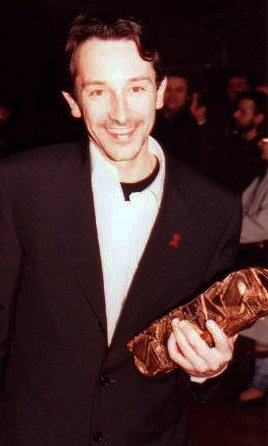
Jean-Hugues Anglade, premiat amb el César al millor actor secundari.

  - Premi d'interpretació femenina: Virna Lisi
- César del cinema 1995 :
  - Millor actriu: Isabelle Adjani
  - Millor segon paper masculí: Jean-Hugues Anglade
  - Millor segon paper femení: Virna Lisi
  - Millor fotografia: Philippe Rousselot
  - Millor vestuari: Moidele Bickel

### Nominacions
- Festival de Canes 1994 :
  - En competició per la Palma d'or
- Premis Oscar de 1994 :
  - Oscar al millor vestuari: Moidele Bickel
- Premis Globus d'Or :
  - Globus d'Or a la millor pel·lícula de parla no anglesa
- César del cinema 1995 :
  - César a la millor pel·lícula
  - Millor director: Patrice Chéreau
  - César a la millor actriu secundària: Dominique Blanc
  - César al millor guió original o adaptació: Patrice Chéreau i Danièle Thompson
  - César a la millor música original: Goran Bregovic
  - Millor muntatge: François Gédigier i Hélène Viard
  - César al millor decorat: Richard Peduzzi i Olivier Radot
- BAFTA 1996 :
  - BAFTA a la millor pel·lícula no anglesa

## Llocs de rodatge
El rodatge va tenir lloc del 10 de maig al 3 de desembre de 1993.

### França
- Aisne
  - Saint-Quentin; el matrimoni d'Enric i de Margarita ha estat rodat a la basílica, també es van fer servir les catedrals Notre-Dame de París i Notre-Dame de Reims.
- Gironde
  - Bordeus
- Marne
  - Reims; antic col·legi dels jesuïtes
- Oise
  - Bosc de Compiègne
  - Senlis
- París
  - París 4t districte de París; Notre-Dame de París, entre Notre-Dame - plaça Jean-Paul-II i Île de la Cité
- Yonne
  - Castell de Maulnes a Cruzy-le-Châtel
- Yvelines
  - Rambouillet
- Hauts-de-Seine
  - Nanterre
- Seine-Sant-Denis
  - Productora s Éclair a Épinay-sur-Seine

### Portugal
- Regió de Lisboa
  - Palau de Mafra

## Al voltant de la pel·lícula
- Una adaptació precedent de la novel·la de Dumas va sortir l'any 1954, dirigida per Jean Dréville sobre un guió d'Abel Gance, amb Jeanne Moreau.

| « | Em demano on trobar un exemple modern de feudalisme, de vassallatge, o de dependència. He pensat en la Màfia. Des de llavors he substituït aquestes imatges amb la d' El Padrí o Un dels nostres de Scorsese que ha tingut la bona idea de sortir mentre estàvem treballant. [...]. I he retingut aquesta frase de Visconti quan preparava La caduta degli dei: « Contar la història d'una família monstruosa a l'interior de la qual tots els crims queden impunes. Patrice Chéreau, entrevistada per Serge Toubiana, a Les Cahiers du cinéma, :Num. 479/480, maig 1994, p. 17 | » |

## Preparació
El film és una coproducció europea de França, Itàlia i Alemanya. Ha estat rodada entre França i Portugal durant més de sis mesos l'any 1993 amb un pressupost inicial de 120 milions de francs que va superar de 20 milions. Per aquest gran projecte del qual Claude Berri és el productor principal i que va ser abandonat diverses vegades, Patrice Chéreau escriu el guió amb Danièle Thompson. Durant l'escriptura, diverses novetats (Primera Guerra del Golf, Guerra de Iugoslàvia…) alimenten la inspiració dels dos autors.
El repartiment és eclèctic i internacional. A més de grans estrelles franceses (Isabelle Adjani, Daniel Auteuil i Jean-Claude Brialy), Chéreau contracta alguns dels seus actors fetitxes com Jean-Hugues Anglade, Dominique Blanc i Pascal Greggory i els seus vells alumnes del Teatre dels Amandiers de Nanterre com Vincent Pérez, Bruno Todeschini i Jean-Philippe Écoffey. Entre els interpretes internacionals, es troba els italians Virna Lisi, Asia Argento i Claudio Amendola, l'espanyol Miguel Bosé o l'alemany Thomas Kretschmann.
D'una ambició estètica manifesta, l'obra és jutjada pel seu autor més « elisabetiana » que « shakespeariana » i proper a Christopher Marlowe per la idea d'una violència sorda, presta a rajar a cada instant. Chéreau havia d'altra banda posat en escena, el 1972 al TNP de Villeurbanne, Massacre a París de Marlowe, consagrat a la Massacre del dia de Sant Bartomeu.
Si el film treu tant la seva inspiració en el teatre i la literatura com a la pintura (Francisco de Goya, Théodore Géricault, Eugène Delacroix, Francis Bacon), busca igualment inscriure's en el llinatge d'un cinema d'autor de prestigi barrejant família, poder, bogeria, decadència, sexe i barbàrie a la manera de The Scarlet Empress de Josef von Sternberg, Ivan el Terrible de Serguei Eisenstein, Macbeth de Orson Welles, Hamlet de Laurence Olivier, La caduta degli dei de Luchino Visconti o Aguirre, la còlera de Déu de Werner Herzog.
El film és explotat sobre dues versions: una francesa de 2 hores 40 i l'altre internacional, escurçada vint minuts.

## Acollida critica i públic
| « | Estrany sentiment, veient aquesta Reina Margot, d'un film que hauria de tenir venes, pols, verdader batecs del cor. Sang d'amor i sang d'odi, barrejats. I aquests batecs haurien dictat, compassats per la violència, sempre, que irriga el film de Patrice Chéreau. És aquesta sang, és aquesta inaudita violència, aquest són aquests batecs que en fan un verdader, un gran èxit: La Reina Margot evita els paranys d'un cinema que es fullejaria com un llibre d'imatges. »— Serge Toubiana, als Quaderns del cinema, Plantilla:N°, maig 1994, pàg. 9 | » |

La Reina Margot rep una acollida critica mixta en la seva estrena que coincideix amb la seva presentació a la 47e Festival de Canes, alguns li reprotxen el seu èmfasi i la seva teatralitat. Queda tanmateix com l'èxit públic més important de Chéreau i reuneix més de dos milions d'espectadors en sales. El film d'altra banda és l'eco a la tràgica actualitat del Genocidi de Ruanda.
En el cas de la critica, el director declara :
| « | Es pot no estimar La Reina Margot, però hi ha un cineasta en aquest film, hi ha verdaders, llargs moments de cinema, ho sé. No he aconseguit potser fer un film complet que seria un esdeveniment de cinema total. Un dia o l'altre, s'acabarà per considerar-me com un escenògraf que fa les dues, com tots els exemples que tinc, com Welles o Visconti, Bergman o Kazan als quals no em comparo. El cinema té un mal debat amb el teatre: està obsessionat per la idea de sobretot no ser teatral, mentre que hi ha molt grans films molt teatrals i que el cinema ha nascut del teatre. Reivindico aquesta filiació i reivindicaré sempre el pas de l'un a l'altre. No sento un falta de reconeixement, no des de la Reina Margot en tot cas. | » |

L'èxit del film li suposa després a Chéreau proposicions del part de Hollywood, que declina, preferint quedar-se a treballar a França.